# Hippoglossoides robustus
Espèce
Hippoglossoides robustus est une espèce de poissons plats du genre Hippoglossoides